# Lake George, Minnesota
Lake George är en ort i Hubbard County i delstaten Minnesota, USA.